# First Sensibility
Albums de B.A.P
Badman
(2013) Matrix
(2015)
Singles
1. 1004 (Angel)
Sortie : 3 février 2014

First Sensibility est le premier album studio du boys band sud-coréen B.A.P. Il est sorti le 3 février 2014 sous TS Entertainment.

## Liste des pistes
| No  | Titre                    | Auteur                                                      | Producteur(s)                                 | Durée |
| --- | ------------------------ | ----------------------------------------------------------- | --------------------------------------------- | ----- |
| 1.  | B.A.P (Intro)            | Lim Sanghyuk, Sleepy, Son Youngjin, Bang Yongguk            | Lim Sanghyuk, Sleepy, Son Youngjin            | 01:28 |
| 2.  | 1004 (Angel)             | Kang Jiwon, Kim Kibum, Bang Yongguk                         | Kang Jiwon, Kim Kibum                         | 03:25 |
| 3.  | 쉽죠 (Translation: Easy) | Lim Sanghyuk, Sleepy, Son Youngjin, Kim Taeho, Bang Yongguk | Lim Sanghyuk, Sleepy, Son Youngjin, Kim Taeho | 03:36 |
| 4.  | Spy                      | Park Suseok, iNoo, Bang Yongguk                             | Park Suseok, iNoo                             | 03:08 |
| 5.  | Check On                 | Jeon Daun, D.Action, Bang Yongguk                           | Jeon Daun, D.Action                           | 03:06 |
| 6.  | Shady Lady               | Park Suseok, iNoo, Bang Yongguk                             | Park Suseok                                   | 03:46 |
| 7.  | Lovesick                 | Kang Jiwon, Kim Kibum, Bang Yongguk                         | Kang Jiwon, Kim Kibum                         | 03:28 |
| 8.  | Bang X2                  | Jeon Daun, Bang Yongguk                                     | Jeon Daun                                     | 03:26 |
| 9.  | S.N.S                    | Marco, Bang Yongguk                                         | Marco                                         | 03:29 |
| 10. | Body & Soul              | Marco, Bang Yongguk                                         | Marco                                         | 03:47 |
| 11. | Save Me                  | Park Suseok, iNoo, Bang Yongguk                             | Park Suseok                                   | 03:39 |
| 12. | B.A.B.Y                  | Marco, Bang Yongguk                                         | Marco                                         | 03:37 |
| 13. | With You                 | Kang Jiwon, Kim Kibum, Bang Yongguk                         | Kang Jiwon, Kim Kibum                         | 04:07 |